# Fontalba
Fontalba és un paratge dels Pirineus situat al terme municipal de Queralbs, al Ripollès i a uns 2000 m d'altitud. S'hi pot arribar gràcies a una pista forestal d'uns 11 km oberta als anys 1970 per tal de poder baixar el bestiar i també era un projecte de carretera per arribar al santuari de Núria, que finalment no s'acabà de fer. Al final de la pista comença una ruta clàssica per a l'ascensió del Puigmal i un camí d'accés a peu a Núria sense gaire desnivell que en hi porta en una hora aproximadament.